# Đường Lesser Poland

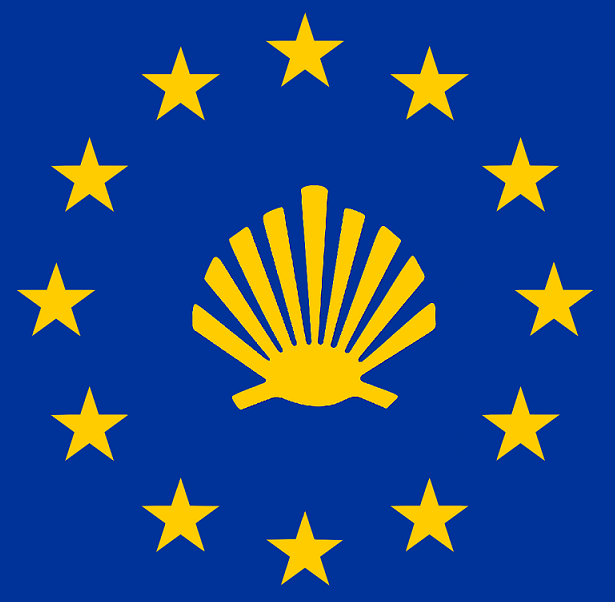
Biểu tượng của con đường được bao quanh bởi các ngôi sao cờ EU

Con đường Lesser Poland là một trong những tuyến đường Ba Lan của Con đường của Thánh James, một tuyến đường hành hương thời trung cổ đến Santiago de Compostela ở Tây Ban Nha. Nó chạy từ Sandomierz đến Kraków qua Voivodeship của Ba Lan và Voivodship Świętokrzyskie. Đó là một con đường khác của Via Regia chính mà vào thời Trung cổ chạy từ Estonia qua Vilnius, Grodno và Lublin. Con đường Lesser Poland đã được mở lại một phần vào ngày 25 tháng 10 năm 2008. Toàn bộ tuyến đường đã được mở cửa trở lại vào ngày 25 tháng 10 năm 2009. một tuyến đường trung chuyển khác chạy từ Tarnobrzeg.

## Tuyến đường
Điểm khởi đầu truyền thống ở Sandomierz là Nhà thờ St.James của Dominican tại Sandomierz, Thánh địa của Sadok và 48 vị tử đạo Dominican. Mục đích là để vượt qua các thị trấn hoặc làng mạc với các nhà thờ dành riêng cho Tông đồ James, dừng chân tại Kraków, nơi không có nhà thờ St. James, trước khi sáp nhập vào các tuyến đường quốc tế khác.

### Những nơi có nhà thờ St. James
Giữa Sandomierz và Kraków, có bốn nơi có nhà thờ St. James:
- Szczaworyż ở khoảng cách: 31   km
- Pałecznica, khoảng cách: 25   km
- Niegardów, khoảng cách: 19   km
- Stare Więcławice, khoảng cách: 20   km

## Khu phố cổ
Từ Kraków có thể đi Santiago bằng hai tuyến đường ban đầu. Hoặc sử dụng Via Regia thông qua Opole và Wrocław để vào Đức. Sự thay thế là đi qua Oświęcim, Zory và Racibórz sau đó đến Cộng hòa Séc.

## Hình ảnh

Biểu tượng hiện đại của con đường
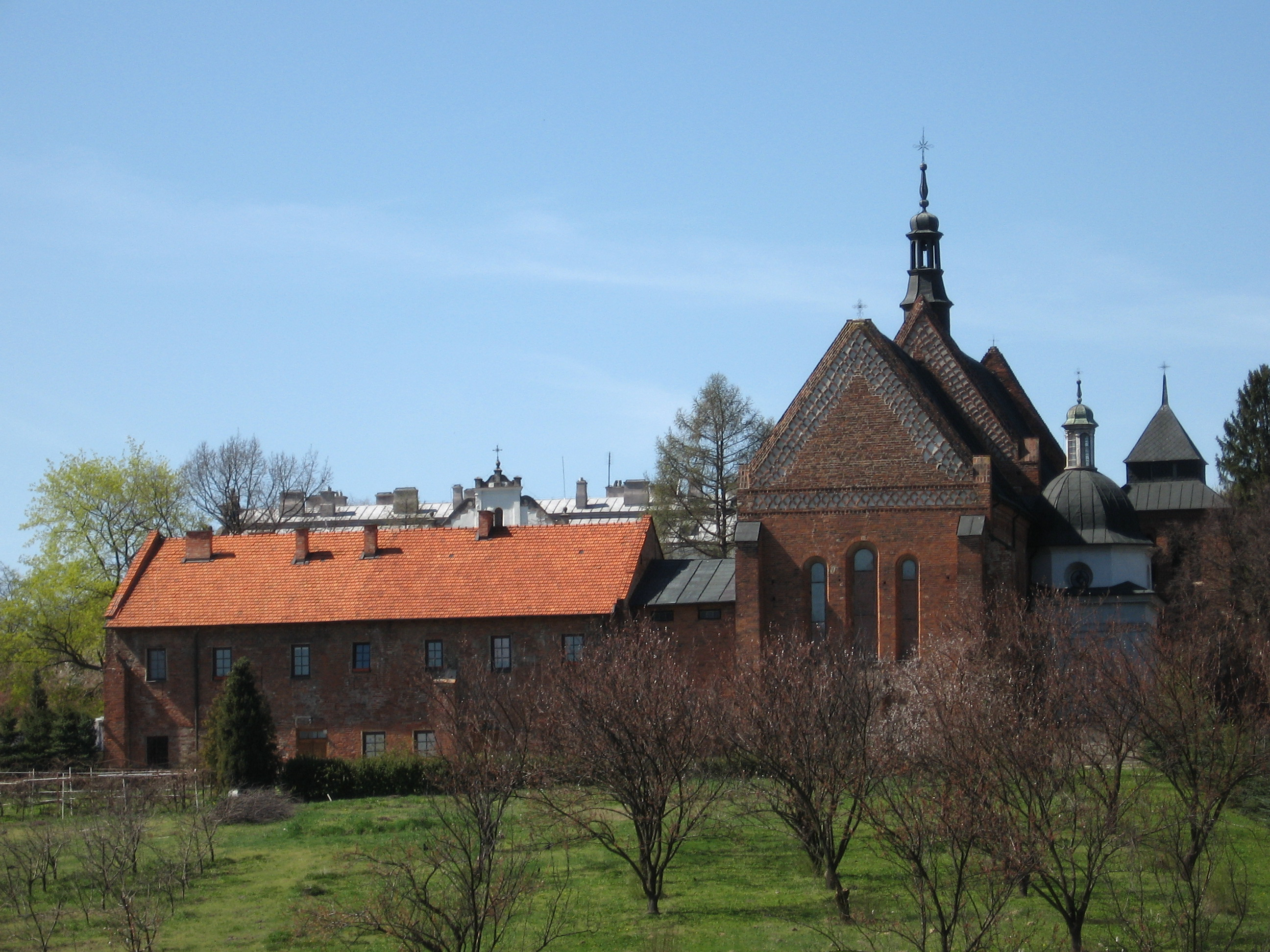
Sandomierz
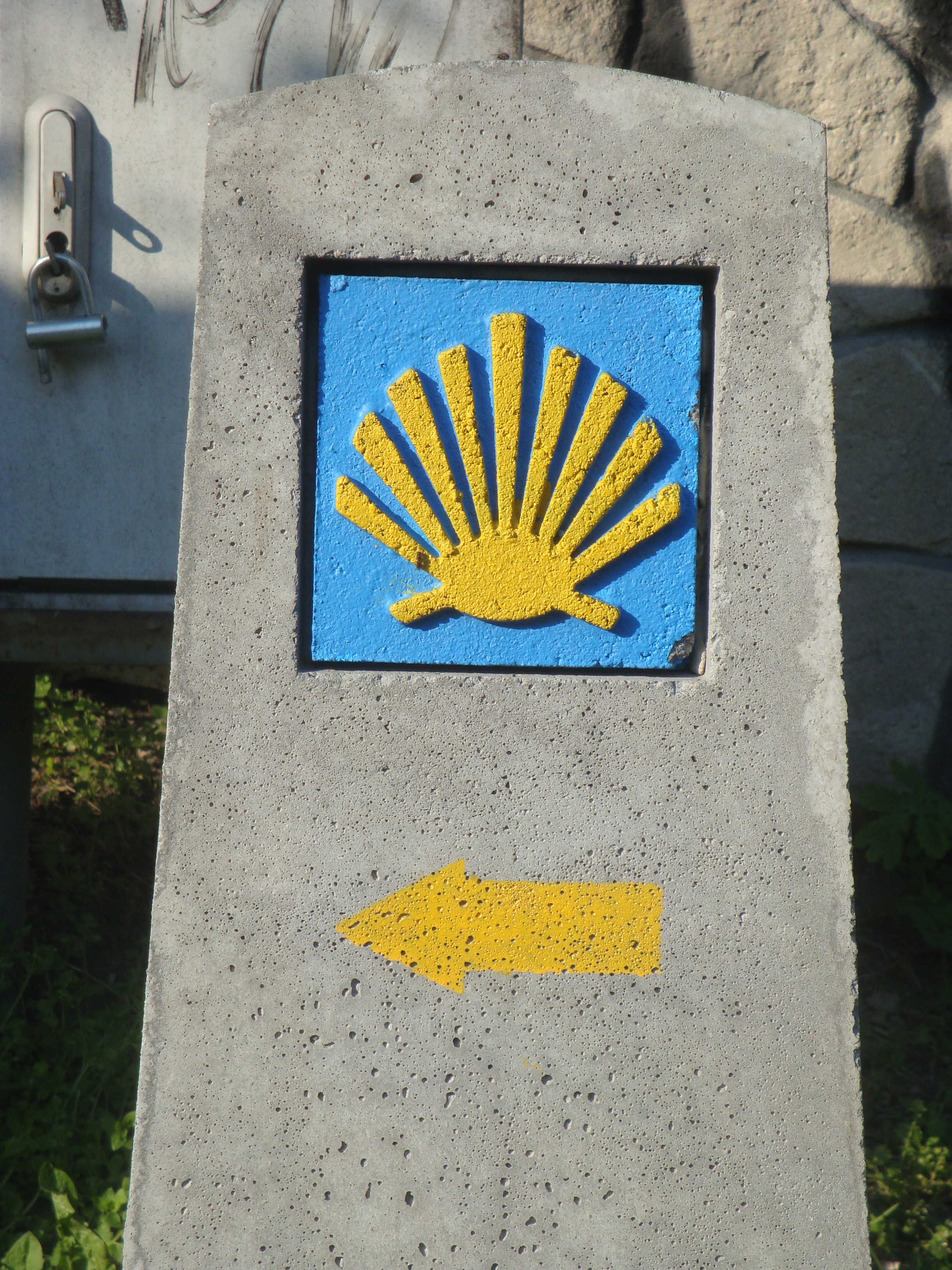
tại nhà thờ thánh James ở Sandomierz
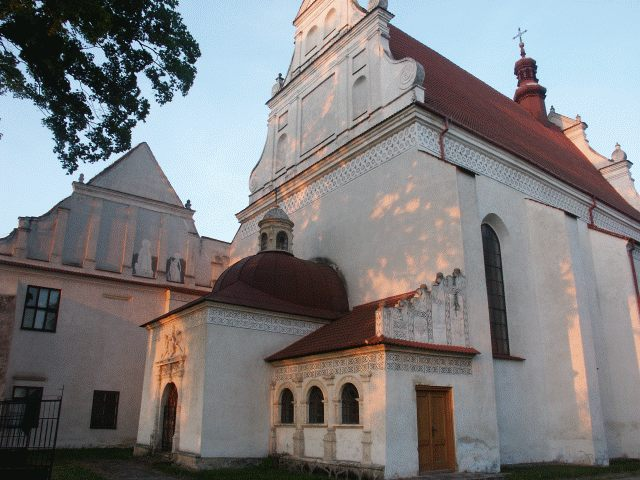
Klimontów
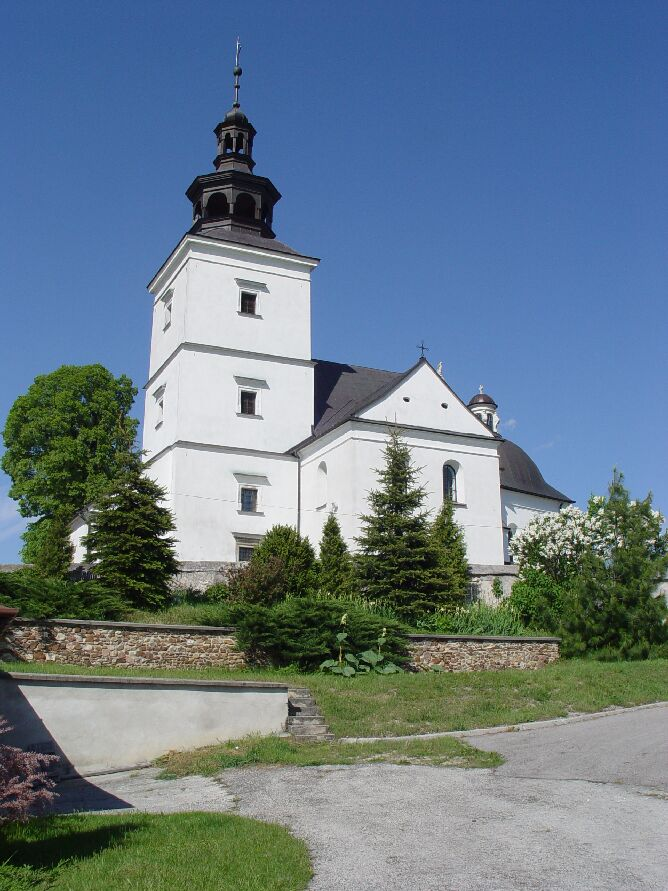
Szczaworyż
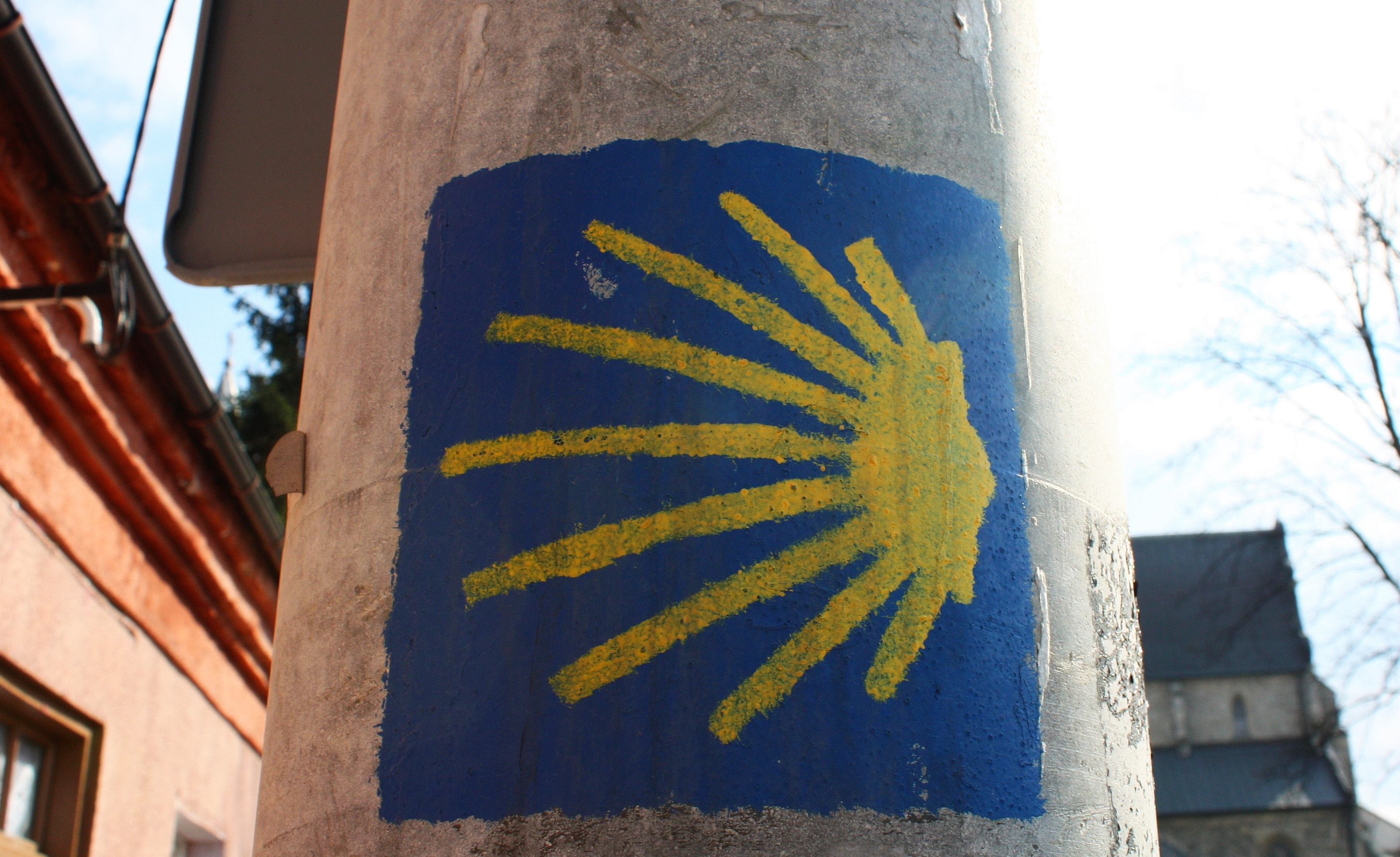
Skalbmierz
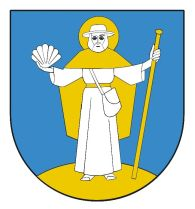
Pałecznica
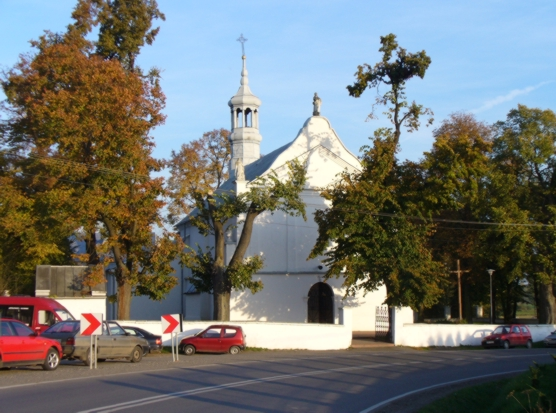
Niegardów
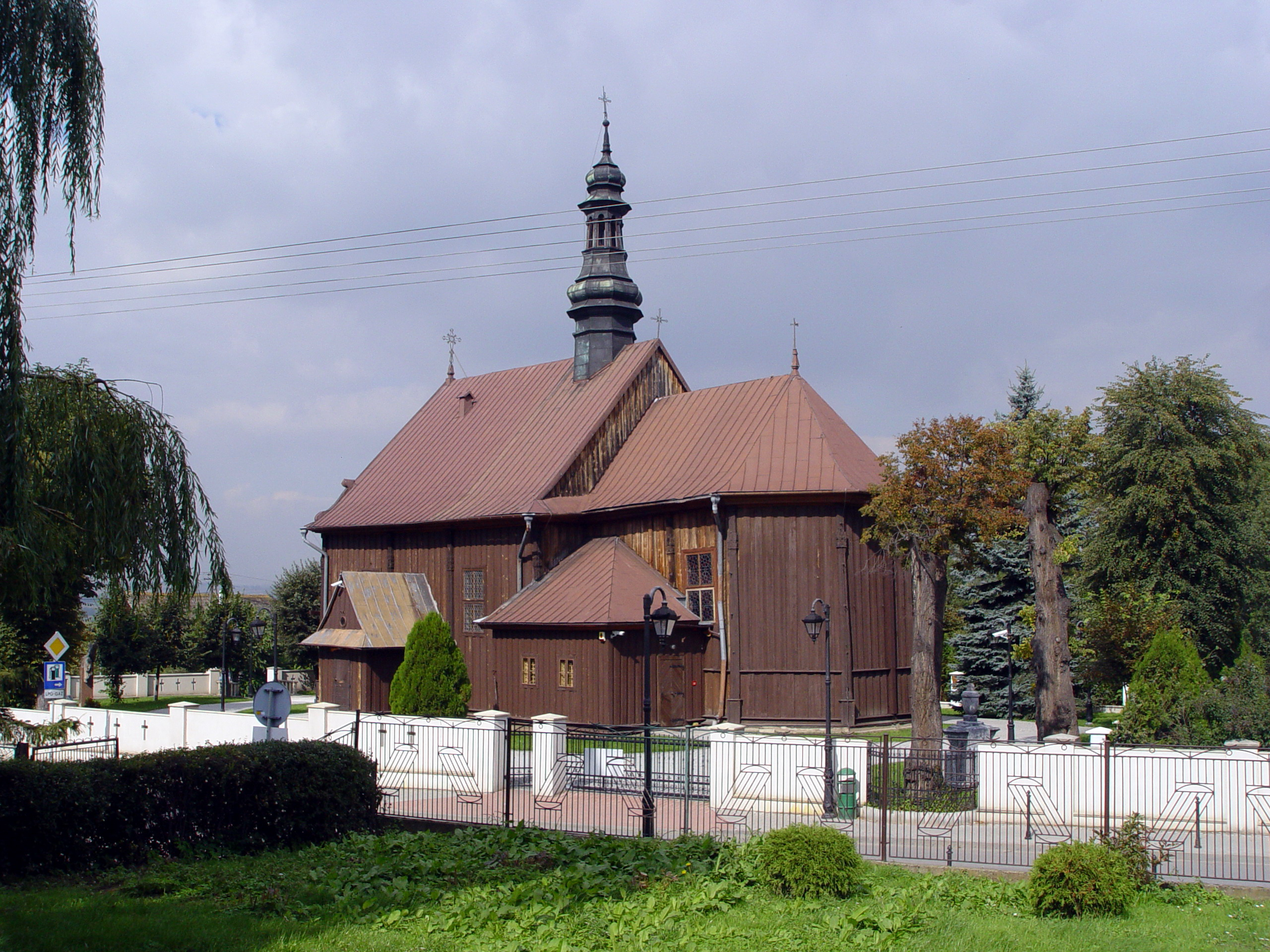
Wicławice
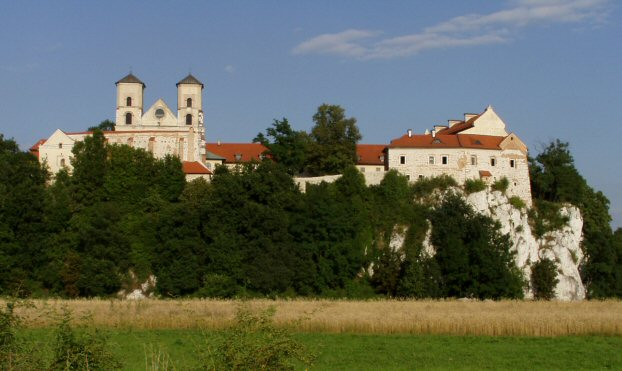
Krakow - Tyniec
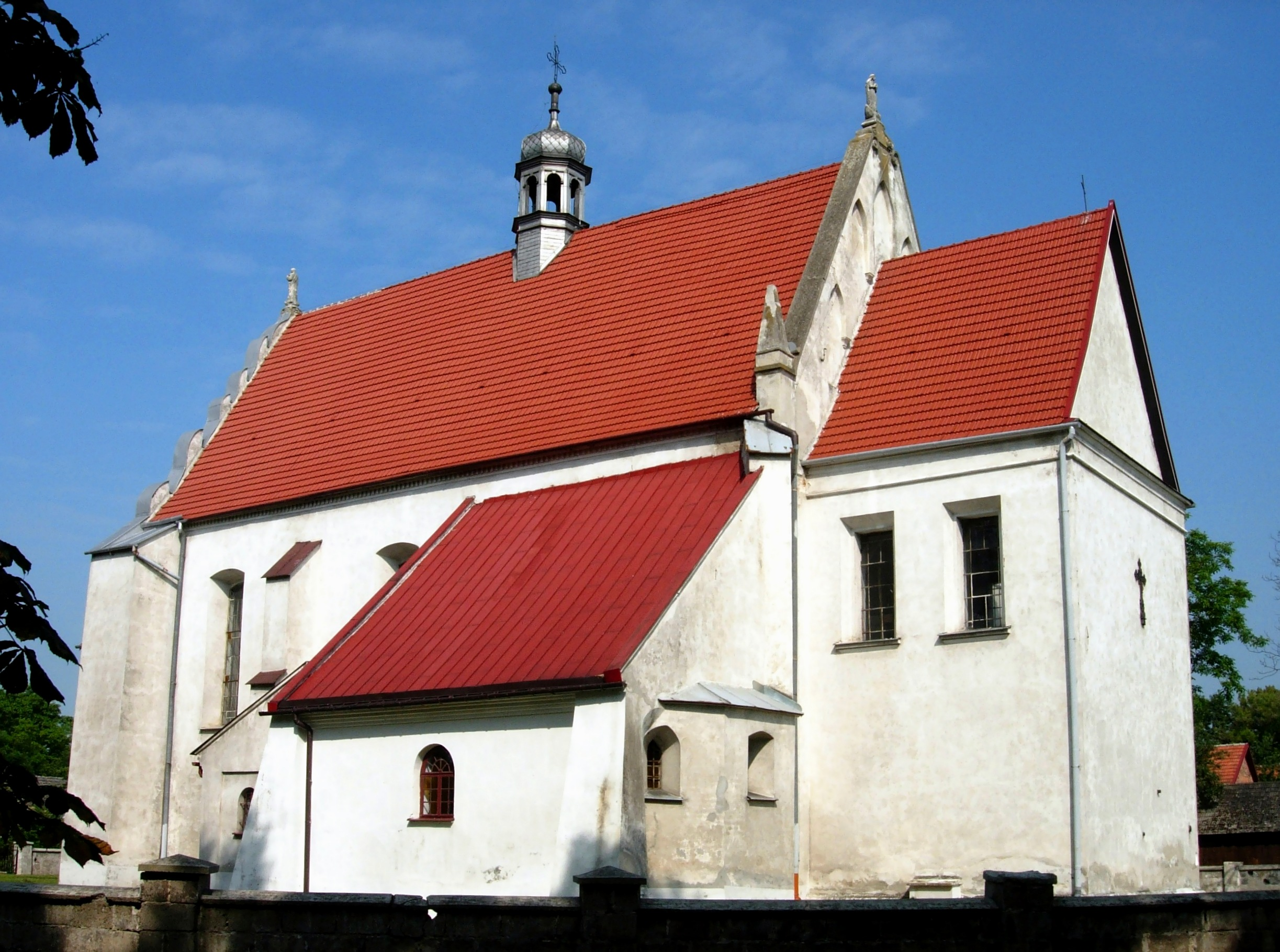
Opatowiec
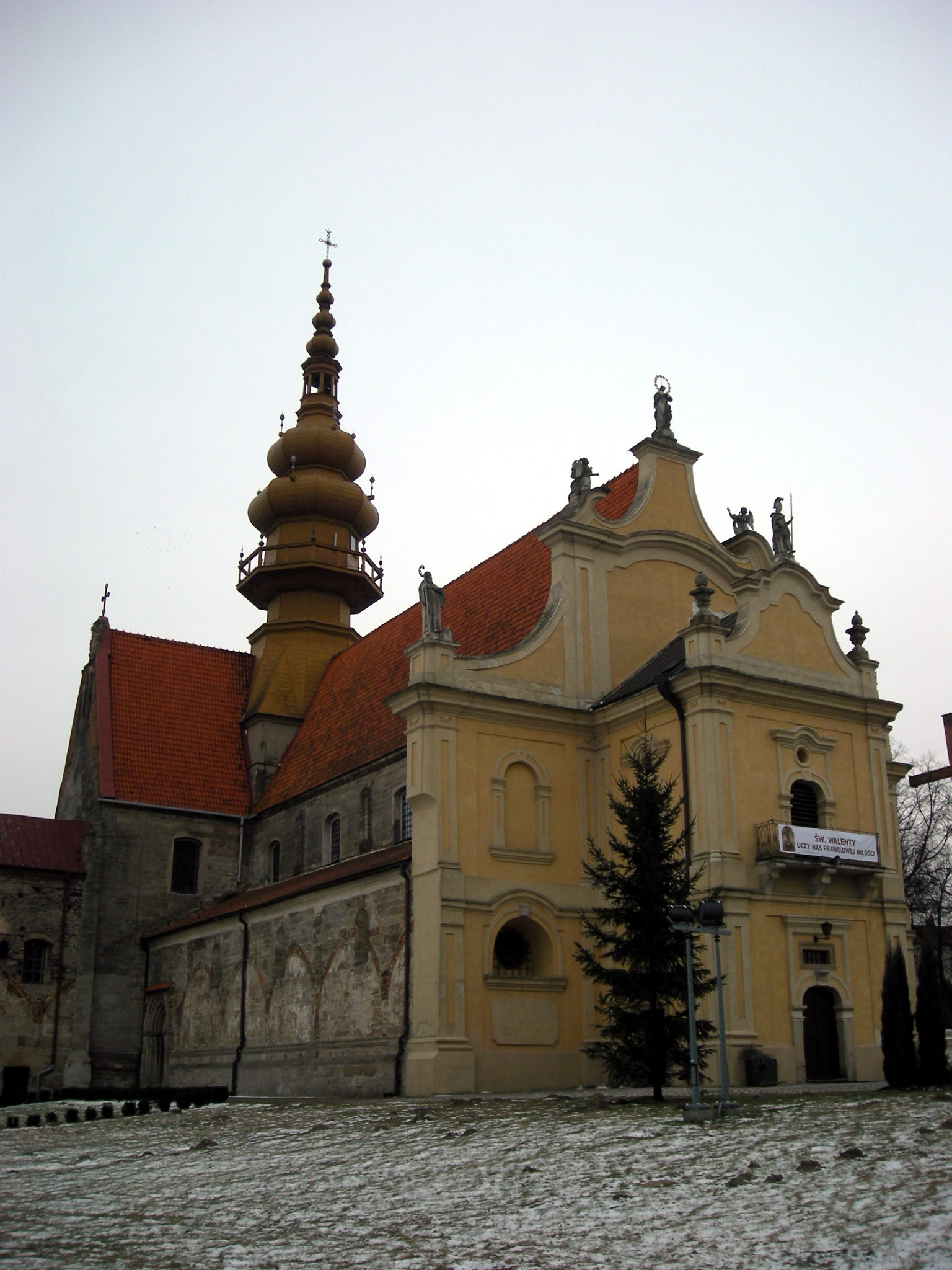
Koprzywnica